# Pycnodontiformes
Pycnodontiformes é uma extinta ordem de peixes ósseos. Eram peculiares peixes ganóides com esqueleto cartilaginoso e de nadadeira caudal heterocerca.
Seus representantes habitaram várias partes da Terra, portanto eram cosmopolitas, durante o período do Triássico ao Eoceno em ambientes marinhos rasos e/ou recifais. Devido a sua abrangente distribuição espacial e temporal, seus fósseis não são indicadores muito precisos da idade.
Eram provavelmente lentos e solitários que viviam a procura de braquiópodes, gastrópodes e equinodermos. Possuíam um conjunto de caracteres, tais como corpo alto, comprimido lateralmente e de contorno arredondado, tamanhos médio a pequeno. A união do palatino e do vômer era equipada com cinco fileiras de dentes redondos ou ovais lisos e pavimentosos (pela disposição como as pedras da calçada); o pré-maxilar possuía de dois a quatro dentes incisiformes. A dentição na mandíbula possui um número de dentes similar àqueles da pré-maxila, enquanto no esplenial havia três, quatro ou cinco fileiras de dentes pavimentosos, similares aos do vômer. Para a sustentação da poderosa mandíbula houve aumento da área de inserção do músculo adutor mandibular, gerando a adaptação dos ossos da série pterigóidea.
A identificação das espécies, tanto a nível genérico quanto a nível específico, é feita nos fósseis principalmente utilizando-se a distribuição dos dentes sobre a placa vomeriana e nos espleniais, a forma, e outras particularidades morfológicas.

## Taxonomia
- †Ordem Pycnodontiformes Berg, 1937
- †Paramesturus
- †Mesturus
- †Micropycnodon
- †Gyrodus
- †Arduafrons
- †Eomesodon
- Família †Brembodontidae Tintori, 1981
  - †Gibbodon
  - †Brembodus
- Família †Coccodontidae Berg, 1940
  - †Coccodus
  - †Hensodon
- Família †Trewavasiidae Nursall & Capasso 2008[1][2]
  - †Trewavasia
  - †Ichthyoceros
- Família †Pycnodontidae Agassiz, 1833
  - †Akromystax
  - †Macromesodon
  - †Stenamara
  - †Stemmatodus
  - †Turbomesodon
  - †Anomoedus
  - †Ocloedus
  - †Tepexichtys
  - †Neoproseinetes
  - †Proscinetes
  - †Tamanja
  - †Potiguara
  - †Coelodus
  - †Pycnodus
  - †Oropycnodus
  - †Nursallia
  - †Abdobalistum
  - †Palaeobalistum